# Possanner von Ehrenthal

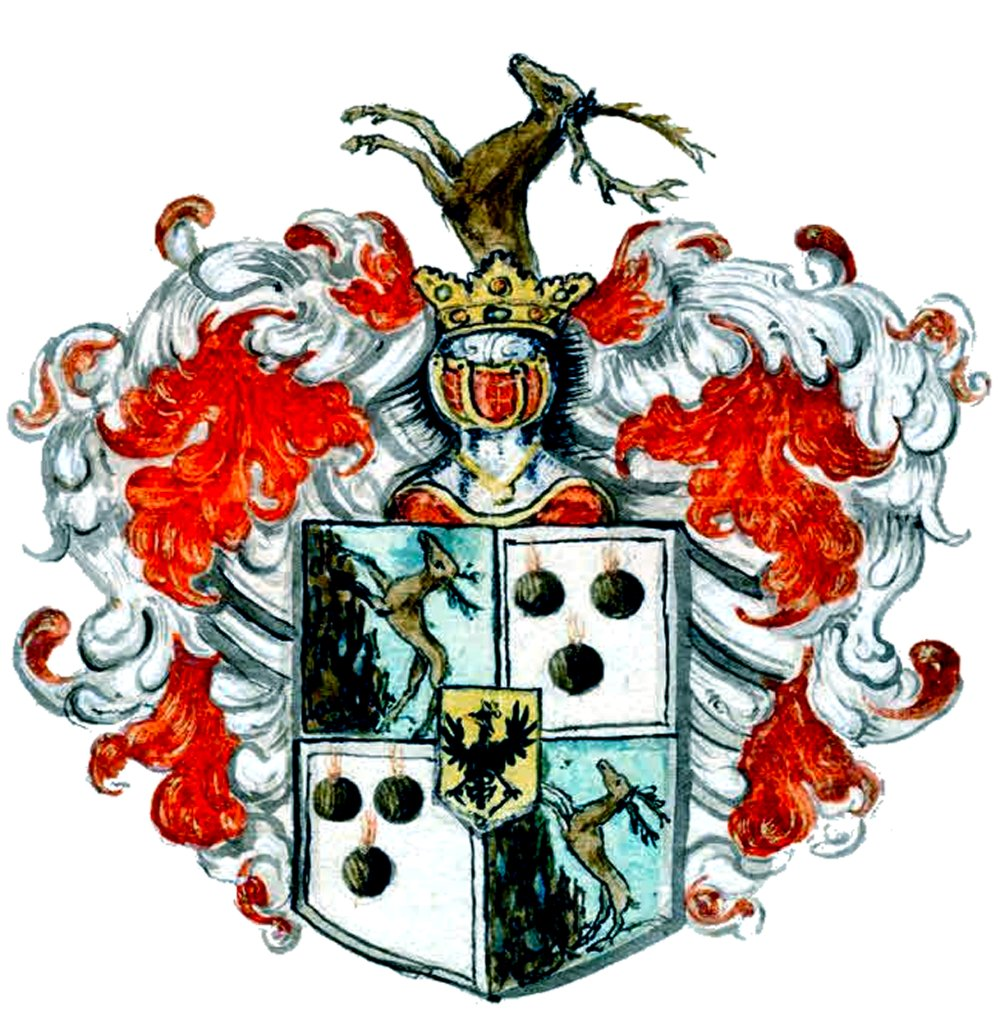
Wappen Possaner von Ehrenthal, 1667

Possanner von Ehrenthal ist ein seit 1532 nachweisbares, aus der Südsteiermark stammendes österreichisches Geschlecht, das 1632 in den Adelsstand erhoben wurde.

## Geschichte
Das Geschlecht stammt aus Possa bei Maria Saal, Kärnten, erscheint zuerst mit Hieronymus Possanner 1532. Barthlme Possanner wurde 1632 in den Reichsadelstand mit „von Ehrental“ ernannt. Die Stammreihe beginnt mit Michael Possanner von Ehrenthal, Besitzer des Freigutes am Platsch und Freihof Wildon. Michael Possaner bekam als kaiserlicher Ingenieur in Steyr am 12. September 1667 den Adelsstand mit dem Prädikatsnamen von Ehrnthal (Ehrenthal).
Am 3. November 1891, mit Diplom vom 17. Februar 1892 wurde Benjamin Possanner in den österreichischen Freiherrenstand erhoben.

## Angehörige
- Kurt Possanner von Ehrenthal (1898–1933), Spion
- Hans-Georg Possanner (1940–2006), österreichischer Diplomat und Journalist
- Franz Xaver Jacob Possanner von Ehrenthal (* 28. August 1792 in Graz; † 26. Jänner 1845 in Laibach)
  - Benjamin Possanner von Ehrental (Erblicher Freiherrenstand ab  3. November 1891), 3 Söhne und 5 Töchter, darunter:
    - Benjamin Possanner von Ehrental ⚭ Johanna Langer von Edenberg, Tochter des Dr. Karl Langer Ritter von Edenberg
    - Gabriele Possanner (1860–1940), Ärztin und erste an der Universität Wien promovierte Frau
    - Kamilla Possanner von Ehrenthal (* 22. Oktober 1864 in Arad; † 24. September 1940 in Berlin), Malerin[2]
    - Marie Possanner von Ehrenthal (* 19. Dezember 1881 in Wien; † 6. April 1955 in Tübingen), Bibliothekarin[3]

  - Ernst Possanner von Ehrenthal (* 23. Oktober 1832 in Laibach; † 6. August 1901 in Wien), Jurist und Stenograph[4]
    - Bruno Possanner von Ehrenthal (* 27. Jänner 1879 in Wien; † 20. Februar 1942 in Köthen), Papierchemiker[5]

Im heutigen Besitz der Familie ist eine Forstwirtschaft in der Nähe Hollabrunns. Mit dem Tod seiner Mutter Helene Possanner († 18. Oktober 2015; geb. Ludwigstorff) ging die Forstwirtschaft auf ihren und Hans-Georg Possanners Sohn Nikolaus Possanner über. Zu ehemaligen Besitztümern der Familie gehörten Schloss Ehrental und Schloss Meiselberg.

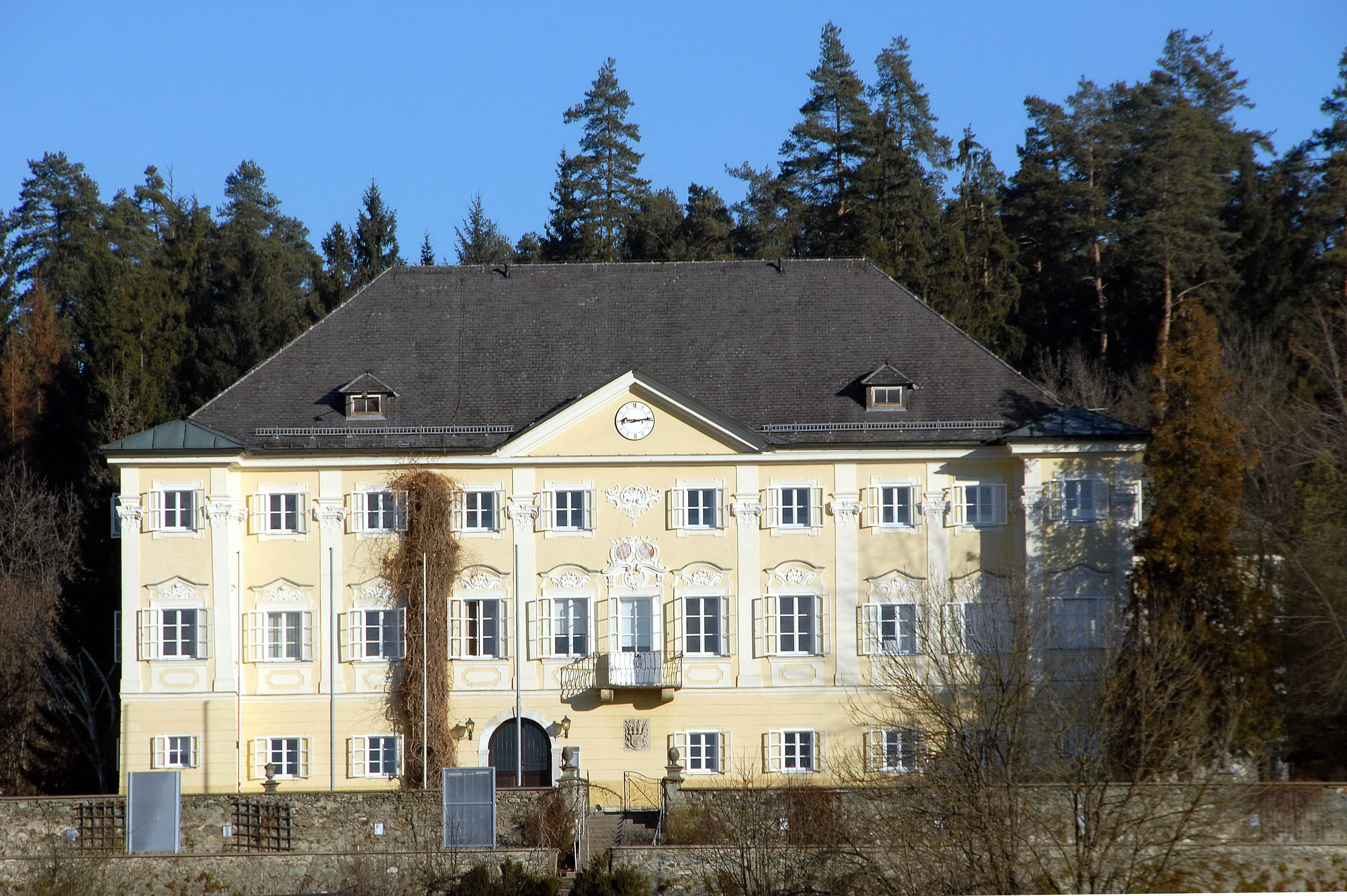
Schloss Ehrental
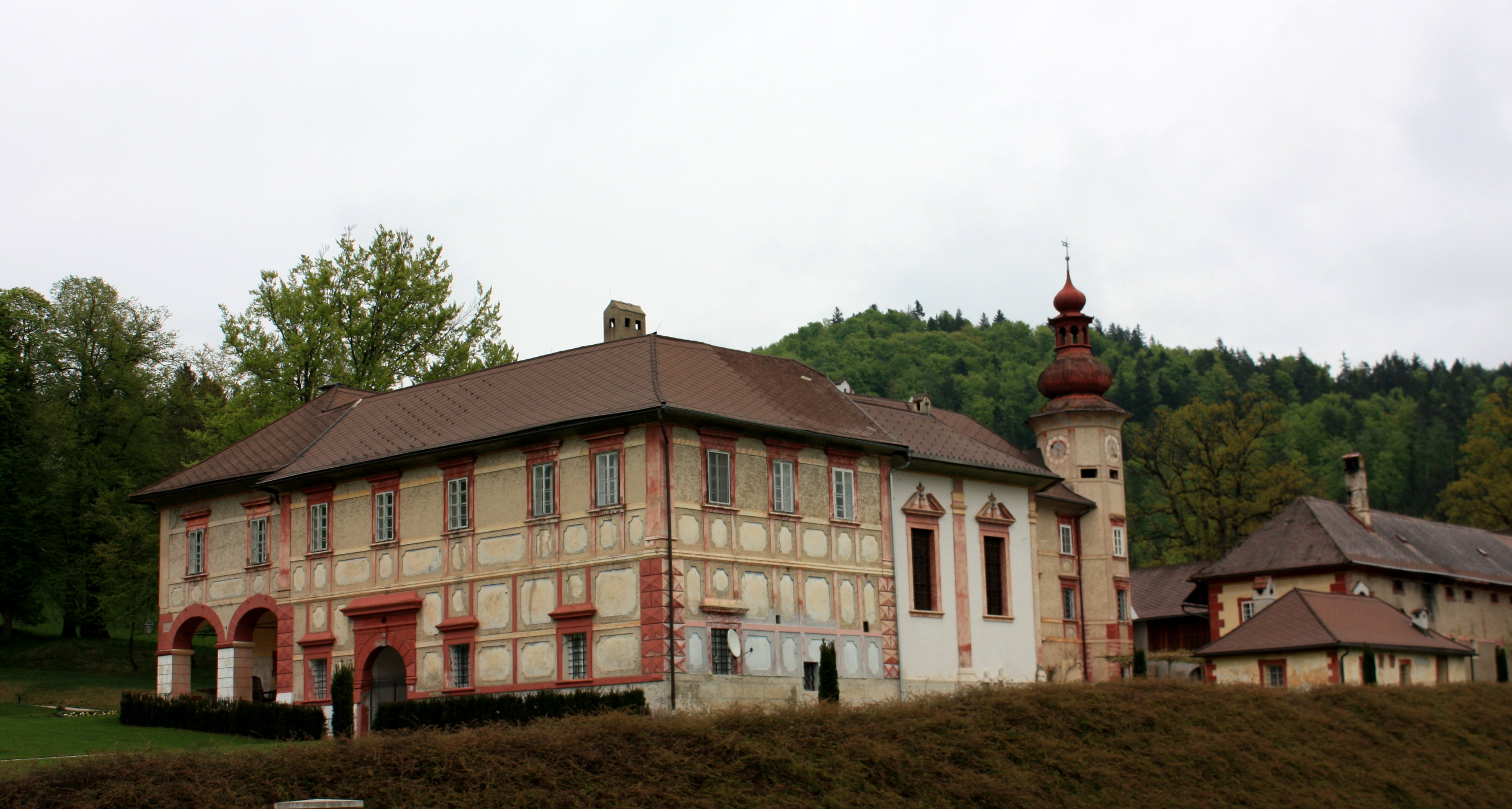
Schloss Meiselberg

## Wappen

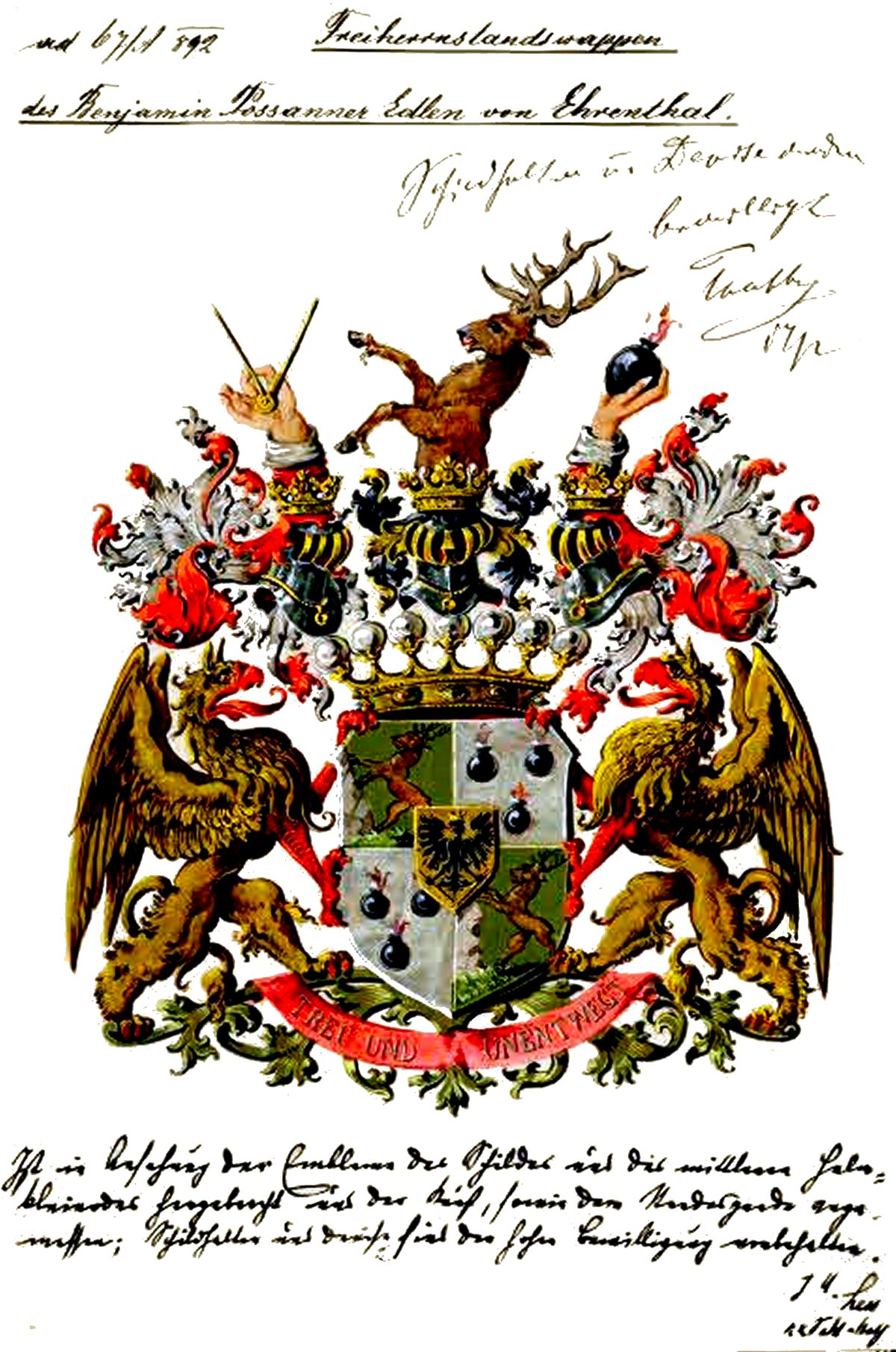
Wappen der Possanner von Ehrenthal (Freiherrenstand, 1892)

Das freiherrliche Wappen (1892) ist geviert mit goldenem Herzschild belegt, darin ein gekrönter schwarzer Adler, die aufgerichteten Spitzen eines halb geöffneten goldenen Zirkels erfassend; 1 und 4 in Grün ein eine steile graue Felswand anspringender natürlicher Hirsch, 2 und 3 in Silber 3 (2, 1) brennende Granaten. Freiherrenkrone und drei gekrönte Helme; auf dem rechten und linken mit rot-silbernen Decken je eine aus rotem Ärmel mit weißem Umschlag auswärts gekrümmte Rechthand, rechts einen goldenen Zirkel am Schenkel fassend, links eine brennende Granate haltend; auf dem mittleren mit schwarz-goldenen Decken ein wachsender natürlicher Hirsch.